# ليونيد باشهيفان
ليونيد باشهيفان (بالروسية: Бичевин, Леонид Александрович)‏ هو ممثل روسي، ولد في 27 ديسمبر 1984 في روسيا. بدأ مشواره المهني سنة 2006.

## وصلات خارجية
- ليونيد باشهيفان على موقع IMDb (الإنجليزية)
- ليونيد باشهيفان على موقع قاعدة بيانات الفيلم (الإنجليزية)
- ليونيد باشهيفان على موقع كينوبويسك (الروسية)